# John Brophy
John Brophy (Antigonish, Nueva Escocia, 20 de enero de 1933-ibídem, 23 de mayo de 2016) fue un entrenador de hockey sobre hielo canadiense y jugador que pasó la mayor parte de su carrera en ligas profesionales menores, incluyendo 18 años como jugador en la Eastern Hockey League y 13 temporadas como entrenador en la  East Coast Hockey League. Desde 1986 hasta 1988 fue entrenador del Toronto Maple Leafs de la National Hockey League.

## Trayectoria como jugador
Brophy fue un defensa resistente que jugó 18 temporadas en la Eastern Hockey League, acumulando cerca de 4000 minutos de penalización entre 1955 y 1973— la mayor en la historia de la EHL—jugando periodos de nueve temporadas con el Long Island Ducks, retirándose a la edad de 40.
El 5 de agosto de 1967, Brophy fue involucrado en un accidente automovilístico. Él sobrevivió, pero su pasajero, Dorothea Schiavone, falleció.
Participó en un comercial de la cerveza Schaefer, que se emitió durante unos cinco años en varios canales de televisión de Nueva York.

## Fallecimiento
Brophy falleció mientras dormía en su casa de Antigonish, en la mañana del 23 de mayo de 2016, después de una larga enfermedad, a los 83 años.

## Registro de entrenamiento
| Equipo    | Año       | Temporada regular | Temporada regular | Temporada regular | Temporada regular | Temporada regular | Temporada regular | Temporada regular | Playoffs                   |
| Equipo    | Año       | G                 | W                 | L                 | T                 | OTL               | Pts               | Meta              | Resultado                  |
| --------- | --------- | ----------------- | ----------------- | ----------------- | ----------------- | ----------------- | ----------------- | ----------------- | -------------------------- |
| BIR (WHA) | 1978–79   | 80                | 32                | 42                | 6                 | -                 | 70                | 6th en WHA        | No calificó                |
| TOR       | 1986–87   | 80                | 32                | 42                | 6                 | -                 | 70                | 4th en Norris     | Perdió en la segunda ronda |
| TOR       | 1987–88   | 80                | 21                | 49                | 10                | -                 | 52                | 4th en Norris     | Perdió en la primera ronda |
| TOR       | 1988–89   | 33                | 11                | 20                | 2                 | -                 | (62)              | 5th en Norris     | (despedido)                |
| Total NHL | Total NHL | 193               | 64                | 111               | 18                |                   |                   |                   |                            |